# Boreophilia subplana
Boreophilia subplana är en skalbaggsart som först beskrevs av J. Sahlberg 1880.  Boreophilia subplana ingår i släktet Boreophilia och familjen kortvingar. Enligt den finländska rödlistan är arten nära hotad i Finland. Artens livsmiljö är moskogar. Inga underarter finns listade i Catalogue of Life.